# Chiesa della Madonna della Mercede (Castel Ivano)
La chiesa della Madonna della Mercede è la parrocchiale di Agnedo, frazione di Castel Ivano in Trentino. Risale al XVI secolo.

## Storia

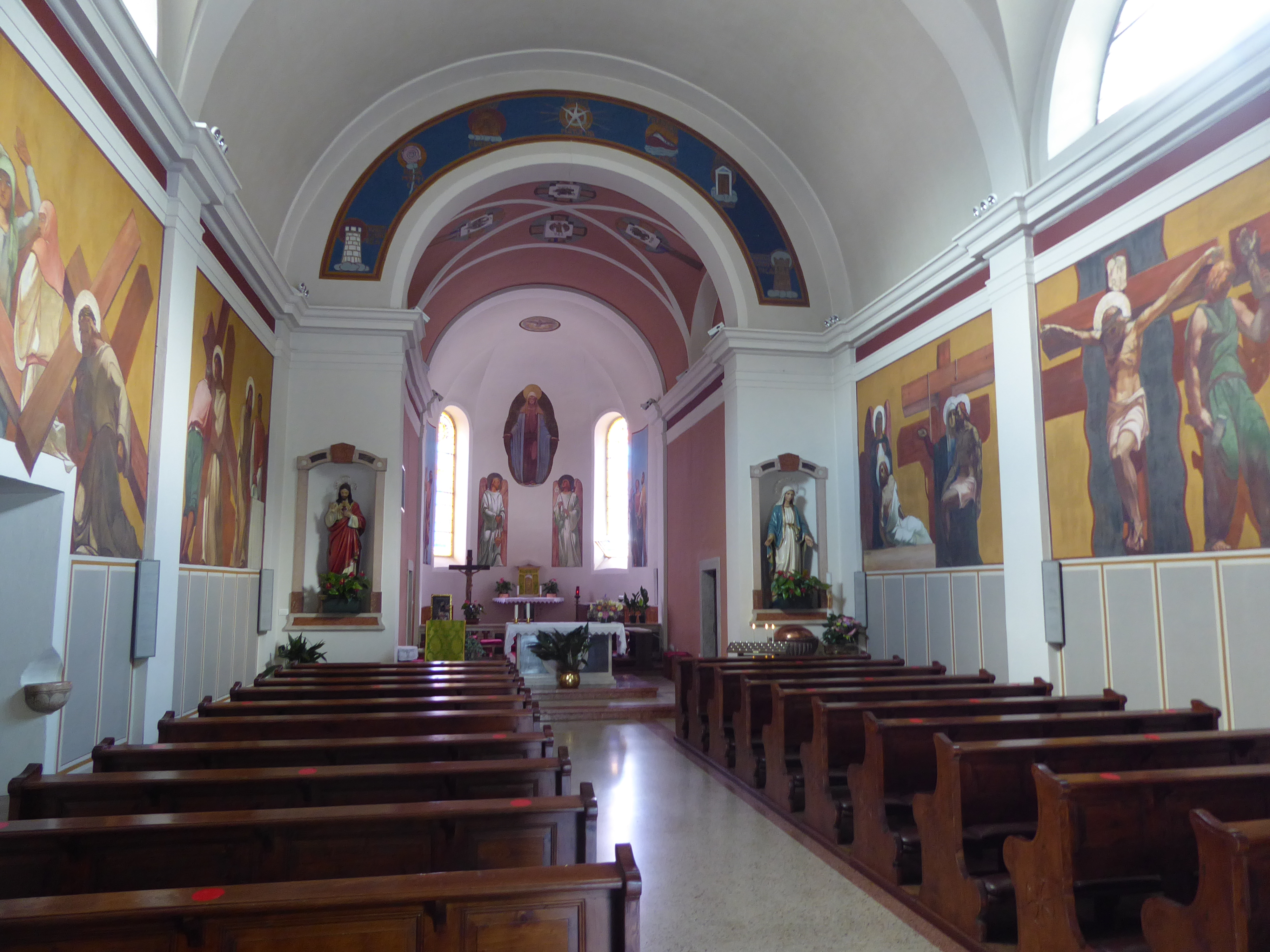
Interno

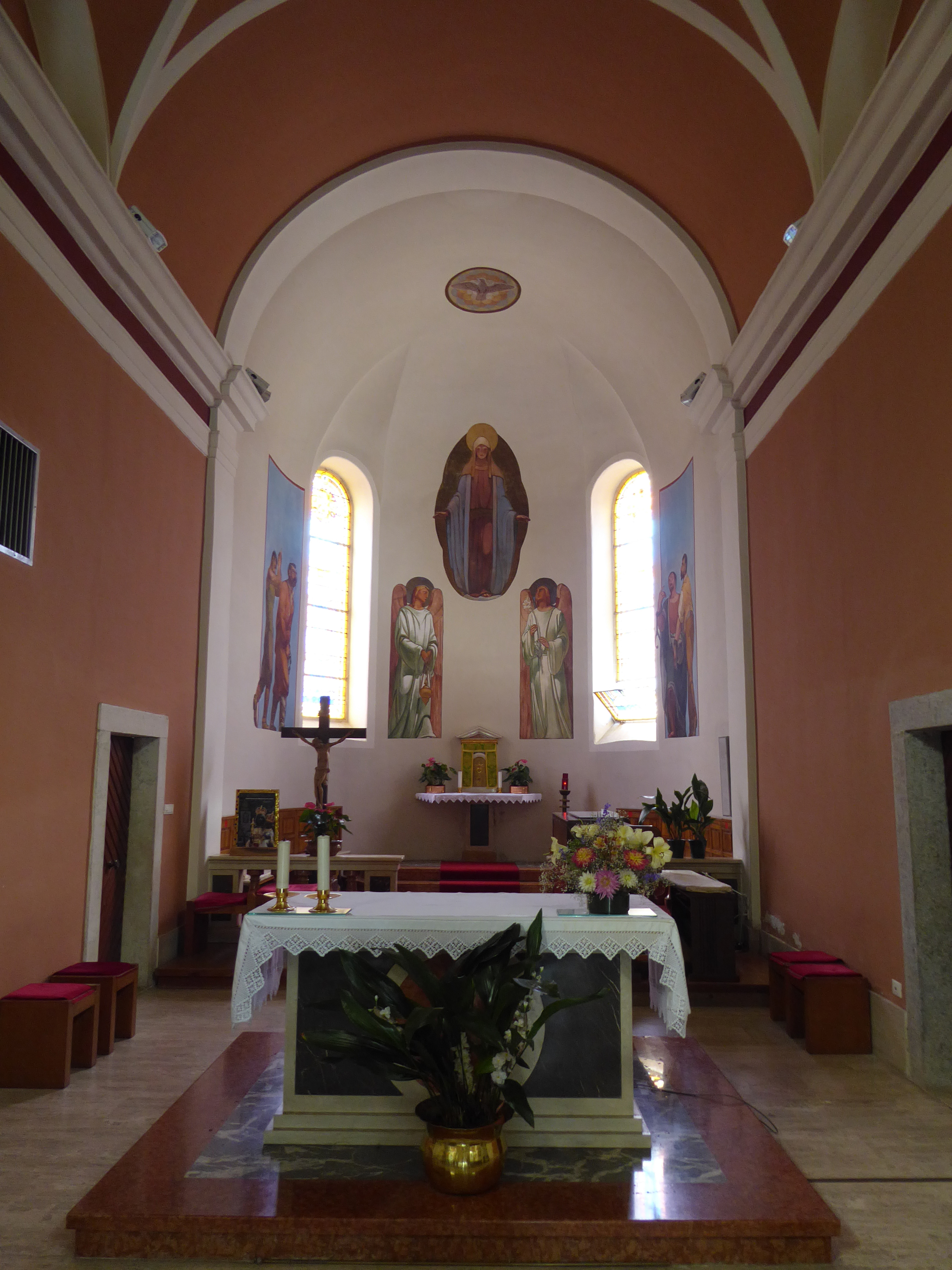
Presbiterio

La chiesa di Agnedo (antica sede comunale di Villa Agnedo) venne fondata probabilmente attorno al 1526 e la prima citazione documentale che la riguarda risale ad una visita pastorale del 1726.
Nel 1786, sotto l'aspetto della giurisdizione ecclesiastica, entrò a far parte della diocesi di Trento lasciando quella di Feltre.
Attorno alla metà del XIX secolo fu oggetto di una ricostruzione radicale che portò all'erezione di un nuovo edificio religioso di maggior ampiezza rispetto al precedente, e in seguito, prima della fine del secolo, venne eretta anche la nuova torre campanaria, progettata da Eugenio Prati.
Ottenne dignità curiaziale nel 1906 e quattro anni più tardi la chiesa venne ampliata con un nuovo coro. Dopo il primo conflitto mondiale venne restaurata per i danni subiti e nel 1927 gli interni vennero arricchiti con nuove decorazioni murali.
Venne elevata a dignità parrocchiale nel 1959.
Negli anni sessanta venne realizzato l'adeguamento liturgico e in tale occasione vennero in parte distrutte le decorazioni presenti sin dal 1927.
Gli ultimi interventi vennero effettuati nel biennio 2003-2004 quando si consolidò la struttura della chiesa dal punto di vista statico e si misero a norma anche gli impianti.

## Descrizione
L'edificio è situato al centro di Agnedo ed è orientato verso ovest. 
La facciata è a capanna con un frontone neoclassico.
La torre campanaria, disegnata dal pittore Eugenio Prati che ad Agnedo amava soggiornare, è costruita in granito.
L'interno ha una sola navata e alla sua decorazione ad affresco vi ha lavorato Pino Casarini.